# باركلي إل. هيندريكس
كان باركلي إل. هيندريكس (من مواليد 16 أبريل عام 1945 وتوفي في 18 أبريل عام 2017) رسامًا أمريكيًا معاصرًا قدم العديد من الإسهامات الرائدة في فن تصوير أصحاب البشرة السوداء، وفي المذهب التصوري. تنقل هيندريكس خلال حياته المهنية بين العديد من الوسائل الإعلامية، وعمل في العديد من المجالات الفنية (من التصوير الفوتوغرافي إلى رسم المناظر الطبيعية)، إلا أن أعمال هيندريكس الأكثر شهرة كانت رسوماتٍ زيتية تجسيدية لأمريكيين سود بالحجم الطبيعي.

## أولى سنوات حياته
وُلد بركلي إل. هيندريكس في 16 أبريل من عام 1945 في حي تيوغا في قطاع شمال فيلادلفيا بمدينة فيلالفيا التابعة لولاية بنسلفانيا الأمريكية. كان باركلي أول ابن لروبي باول هيندريكس وباركلي هربرت هيندريكس يتمكن من البقاء على قيد الحياة. انتقل والداه إلى مدينة فيلادلفيا التابعة لمقاطعة هاليفاكس بولاية فيرجينيا الأمريكية خلال الهجرة الكبرى التي تمثلت بانتقال أعدادٍ كبيرة من الأمريكيين الأفارقة من المناطق الريفية الواقعة في جنوب الولايات المتحدة الأمريكية. التحق هيندريكس بمدرسة سيمون جراتس الثانوية، وتخرج فيها عام 1963، التحق بعدها بأكاديمية بنسلفانيا للفنون الجميلة التي تخرج فيها عام 1967. بعد تخرجه، قرر هيندريكس الالتحاق بالحرس الوطني في نيوجيرسي، وتمكن من إيجاد عمل كمدرسٍ للفنون والصناعات اليدوية في قسم فيلادلفيا للترفيه. في عام 1970، التحق هيندريكس بجامعة ييل، حيث درس إلى جانب كل من برنارد شيت، وليستير جونسون، وجابور بيتردي، وروبيرت ريد، والمصور ووالكر إيفانز، وتخرج في عام 1972 بدرجتي البكالوريوس والماجستير معًا.

## الحياة المهنية
كان هيندريكس أستاذ فن الأستوديو في كلية كونيتيكت، إذ درّس الزخرفة والرسم الزيتي والرسم بالألوان المائية والتصوير الفوتوغرافي منذ عام 1972 وحتى تقاعده في عام 2010، حين حصل على لقب أستاذ فخري. في منتصف ستينيات القرن العشرين، في أثناء جولته في أوروبا، وقع هيندريكس في حب نمط البورتريهات الذي استخدمه فنانون مثل فان ديك ودييغو فيلاثكيث. خلال زيارته إلى المتاحف والكنائس في بريطانيا وإيطاليا وإسبانيا وهولندا، اكتشف هيندريكس غياب عرقه بشكل كامل عن الفن الغربي، الأمر الذي أزعجه بشكل كبير. مع اكتساب حركة القوة السوداء زخمًا كبيرًا، شرع هيندريكس في تغيير حالة غياب عرقه من الفن الغربي من خلال رسم بورتريهات بالحجم الطبيعي لأصدقائه وأقربائه وبعضٍ من الغرباء الذين صادفهم في الشارع، وهو ما  أظهر فخرًا بين أبناء الأمريكيين الأفارقة. حاول هيندريكس، في هذه البورتريهات، إضفاء حالة من الفخر والوقار على الشخصيات التي تظهر في لوحاته. عادة ما كان هيندريكس يرسم شخصياته أمام خلفيات أحادية اللون تمثل المناطق الحضرية الواقعة في شمال شرق الولايات المتحدة. تعتبر أعمال هيندريكس فريدة من نوعها لدمجها الواقعية الأمريكية مع فن ما بعد الحداثة. على الرغم من أن هيندريكس لم يكن يظهر الأشخاص كمشاهير أو ضحايا أو متظاهرين، لكن، غالبًا ما كانوا يعكسون واقع طبقة السود غير الممثلة بالشكل الكافي في الفن الغربي في فترة ستينيات وسبعينيات القرن العشرين. رسم هيندريكس نفسه إلى جانب بعض الشخصيات التي ظهرت في لوحاته. في عام 1969 ، رسم هيندريكس إحدى أولى لوحاته، لاودي ماما، التي صور فيها امرأة شابة (ابنة عم والده) بطريقة الأيقونة البيزنطية، مع إظهار ورقة ذهبية اللون تحيط بجسدها الذي تعتليه ملابس حديثة الطابع ومع تسريحة شعر أفرو مشابهة لتسريحة شعر أنجيلا ديفيس، على قماش مقنطر. تحدث هيندريكس عن تمثيل لوحاته لأشخاص يعرفهم، ووصفها بأنها كانت سياسية بسبب ثقافة الوقت فقط. 